# Rudolf Kocek
Rudolf Kocek (12. červenec 1929, Skřivany – 27. srpen 2017 ) byl český fotbalový funkcionář a manažer. Byl dlouholetým předsedou fotbalového klubu Dukla Praha, který se pod jeho vedením v 60. a 70. letech dvacátého století zařadil mezi přední evropské týmy. Později působil i v čele Československého fotbalového svazu jako místopředseda a předseda, v roce 1990 nejvyšší svazovou funkci opustil a začal v oblasti sportu podnikat.

## Dukla Praha
V jeho klubové éře získala Dukla Praha 8x mistrovský titul, vyhrála 6x Československý pohár, 4x Americký pohár a na MS 1962 v Chile bylo ve stříbrném československém reprezentačním týmu šest hráčů pražské Dukly.

## Československý fotbalový svaz
V době jeho působení na českém a československém fotbalovém svazu vybojovala československá reprezentace zlato na Mistrovství Evropy v roce 1976 v Jugoslávii a na OH 1980 v Moskvě. V roce 1980 skončil reprezentační tým na 3. místě na ME v Itálii a v roce 1989 si vybojoval účast na MS 1990 v Itálii.

## Současnost
Po ukončení funkcionářské dráhy v roce 1990 založil sportovní Agenturu Pragofotbal, která se v roce 2002 transformovala v akciovou společnost Šampion, zabývající se prodejem a výrobou sportovního zboží.
V roce 2009 Rudolf Kocek obdržel od Českomoravského fotbalového svazu Cenu dr. Václava Jíry, která je udělována význačným osobnostem za jejich přínos k rozvoji českého fotbalu.

## Kariéra

### Hráč
- 1934–1949 Slavoj Skřivany

### Funkcionář
- 1959–1966, 1969–1983 předseda fotbalového klubu Dukla Praha
- 1976–1983 předseda Českého fotbalového svazu, místopředseda Československého fotbalového svazu
- 1983–1990 předseda Československého fotbalového svazu

### Podnikání
- 1990 – založení Agentury Pragofotbal
- 2000 – založení akciové společnosti Šampion, v níž ukončil svou činnost v roce 2012 odchodem do důchodu

## Ocenění
- Roku 2008 získal Cenu Václava Jíry.

## Publicistika
- 1955 Ročenka ÚDA Praha 1954/1955 – autor
- 1964 Ota Pavel: Dukla mezi mrakodrapy – podíl na realizaci slavné knihy
- 1969 Album československých sportovců – člen autorského kolektivu
- 1969 Rukověť mladého funkcionáře: Vrcholový sport – autor
- 1991 časopis Fotbal – spoluzakladatel prvního českého barevného fotbalového měsíčníku
- 1995, 1996, 1997 Sport katalog Šampion – vedoucí projektu
- 2008 Aleš Pivoda: Dukla do toho! – odborný konzultant
- 2014 Hrdý na svůj klub, dokumentární film o historii fotbalové Dukly Praha – odborný konzultant